# Man of Conquest
Pour plus de détails, voir Fiche technique et Distribution.
Man of Conquest  est un film américain réalisé par George Nichols Jr., sorti en 1939.

## Fiche technique
- Titre : Man of Conquest
- Réalisation : George Nichols Jr.
- Assistant-réalisateur : Kenneth Holmes
- Scénario : Harold Shumate (en), Wells Root, Jan Fortune et Edward E. Paramore Jr. (en)
- Photographie : Joseph H. August (non crédités : Ernest Miller et Frank Redman)
- Montage : Edward Mann
- Musique : Victor Young
- Direction artistique : John Victor Mackay (en)
- Décors :
- Costumes : Adele Palmer
- Producteur : Sol C. Siegel
- Société de production :  Republic Pictures
- Société de distribution :  Republic Pictures (États-Unis), Empire Universal Films (Canada), British Lion Film Corporation (Royaume-Uni), Associated Distributors (Australie),
- Pays de production :  États-Unis
- Langue : Anglais américain
- Format : Noir et blanc — 35 mm — 1,37:1 — Son : Mono
- Genre : Western
- Durée : 105 minutes (1 h 45)
- Dates de sortie : 
  - États-Unis : 28 avril 1939 (New York City, New York, première) | 15 mai 1939 (sortie nationale)
  - Canada : 26 mai 1939 (Montréal, Québec, première)
  - Royaume-Uni : 3 juillet 1939 (Londres, première)
  - Australie : 4 août 1939

## Distribution
- Richard Dix : Sam Houston
- Gail Patrick : Margaret Lea
- Edward Ellis : Andrew Jackson
- Joan Fontaine : Eliza Allen
- Victor Jory : William B. Travis
- Robert Barrat : Davy Crockett
- George 'Gabby' Hayes : Lannie Upchurch
- Ralph Morgan : Stephen F. Austin
- Robert Armstrong : Jim Bowie
- C. Henry Gordon : Antonio López de Santa Anna
- Pedro de Cordoba : Oolooteka
- Max Terhune : Deaf Smith
- Kathleen Lockhart : Mme Allen
- Leon Ames : John Hoskins

Acteurs non crédités
- Ernie Adams : Volontaire du Tennessee
- Tom Chatterton : Officiel
- Edmund Cobb : Aide de Santa Ana
- Russell Hicks : M. Allen
- Earle Hodgins : Un texan
- Jane Keckley : Une femme
- George J. Lewis : Un homme au rassemblement en Tennessee
- George Montgomery : Jeune Lieutenant
- Sarah Padden : La mère de Houston
- Jason Robards Sr. : Un défenseur d'Alamo
- Jim Thorpe : Un indien cherokee
- Chief Thundercloud : Un indien cherokee
- Chief Yowlachie : Un indien cherokee